# Sonja Tol
Sonja Tol (Ede, 16 novembre 1972) è una schermitrice olandese, specializzata nella spada. Ha vinto una medaglia di bronzo ai Campionati mondiali di scherma.